# Johnny B. Goode (album)
Johnny B. Goode uživo je mini LP izdanje američkog glazbenika Jimija Hendrixa, postumno objavljen u lipnju 1986. godine od izdavačke kuće Capitol Records.

## O albumu
Materijal je u isto vrijeme objavljen kao zvučni zapis na VHS-u i Laser Disku (LD). Album sadrži tri pjesme s Hendrixovog nastupa na festivalu "1970 Atlanta International Pop Festival" održanog 4. srpnja 1970. te dvije s nastupa na "Berkeley Community Theatre" od 30. svibnja 1970. godine. Na ovom izdanju nalazi se obrađena verzija pjesme "Voodoo Child (Slight Return)" izvedene na festivalu "1970 Atlanta International Pop Festival".

## Popis pjesama
Sve pjesme napisao je Jimi Hendrix, osim gdje je drugačije naznačeno.
| 1. | »Voodoo Child (Slight Return)« |             | 4:30 |
| 2. | »Johnny B. Goode«              | Chuck Berry | 3:55 |
| 3. | »All Along the Watchtower«     | Bob Dylan   | 3:57 |

| 1. | »The Star Spangled Banner« | Francis Scott Key, John Stafford Smith | 2:46  |
| 2. | »Machine Gun«              |                                        | 11:00 |

## Detalji snimanja
- Skladbe A1, A3 i B1 snimljene su na festivaku "Atlanta International Pop Festival", Middle Georgia Raceway, Byron, Georgia, Sjedinjene Države, 4. srpnja 1970.
- Skladbe A2 i B2 snimljene su u "Berkeley Community Theatre", Berkeley, Kalifornija, SAD, 5. svibnja 1970.

## Izvođači
- Jimi Hendrix – električna gitara, vokal
- Mitch Mitchell – bubnjevi
- Billy Cox – bas-gitara